# Чорна черепаха
Чорна черепаха (Melanochelys) — рід черепах з родини Азійські прісноводні черепахи підряду Прихованошийні черепахи. Має 2 види.

## Опис
Загальна довжина представників цього роду коливається від 16 до 38 см. Голова середнього розміру. Морда дещо витягнута. Панцир з великими щитками та трьома поздовжніми кілями. Задня його частина дещо піднята догори. Мають хвіст помірної довжини, проте досить товстий. Лапи доволі потужні з плавальними перетинками.
Забарвлення панцира темно—коричневого або чорного кольору. Звідси походить назва цих черепах. Голова та шия сіруваті.

## Спосіб життя
Значну частину життя проводять у прісних водоймах. Живляться молюсками, ракоподібними, рибою, рослинною їжею.
Самиці відкладають до 8—10 яєць.

## Розповсюдження
Мешкають в Індії, Непалі, на о.Шрі-Ланка, у Бангладеш, М'янмі. Зустрічається у Пакистані та провінції Юньнань (Китай).

## Види
- Melanochelys tricarinata
- Melanochelys trijuga